# Dimitri Frenkel Frank
Dimitri Frenkel Frank, geboren als Dimitrij Georg Frenkel (München, 1 april 1928 – Hilversum, 18 oktober 1988), was een Nederlandse toneelacteur, recensent, filmregisseur, toneel-, scenario- en romanschrijver.

## Levensloop
Dimitri Frenkel Frank werd geboren in München. Zijn vader,  Georg Frank (1898-1980), was een stehgeiger. Dimitri werd geboren bij de derde vrouw van zijn vader en was een jaar ouder dan zijn broer Gregor. Onder druk van het nationaalsocialisme verhuisde het gezin in 1936 naar Den Haag. Dimitri ging in Nederland naar de lagere school en leerde snel Nederlands spreken. Later bezocht hij het Maerlant-Lyceum in Den Haag. Hij kwam zonder veel problemen de oorlogsjaren door, omdat zijn Joodse vader met een niet-Joodse vrouw was getrouwd en koos voor sterilisatie toen hij in 1943 voor de keuze van deportatie of sterilisatie werd gesteld.
Na de oorlog werd Dimitri opgeroepen voor militaire dienst. Na zijn diensttijd ging hij in Amsterdam rechten studeren. Maar andere, meer artistieke, aspiraties trokken meer en hij gaf zijn studie op om acteur te worden. Hij speelde een blauwe maandag toneel bij het Nederlands Volkstoneel, maar het was naar zijn eigen zeggen geen groot succes. Het bleek al snel dat Frenkel Frank meer talent had voor schrijven en hij begon scripts te schrijven voor hoorspelen voor de AVRO-radio. Intussen was hij getrouwd met de actrice Gerda Ruijters en was zijn eerste kind geboren. Om zijn gezin te onderhouden ging Frenkel Frank voor De Telegraaf het Nederlands toneel verslaan, al schreef hij ook wel boekrecensies voor het dagblad. In 1952 vond hij een nog beter belegde boterham in de reclame. Hij werkte eerst bij Lintas in vaste dienst, daarna bij Prad/Interad en richtte vervolgens met Hans Ferrée en Herman Pieter de Boer een eigen bureau op. Na enige jaren verliet hij ook dit bureau om freelancer te worden. Hij verdeelde zijn tijd tussen reclame en opdrachten uit de radio en tv-sfeer. In 1956 had hij al een roman gepubliceerd (Twee stalles voor 1972) en in 1960 debuteerde hij als toneelschrijver met Blaffen tegen de maan.
In 1963 werd hij landelijk beroemd en berucht met zijn tekstbijdragen en redactie voor het satirische VARA-tv-programma Zo is het toevallig ook nog eens een keer. De harde teksten van het programma en de persiflages op vorstenhuis en geloof schokten veel kijkers en leidden tot veel commotie. Frenkel Frank bleef voor het toneel schrijven. Voor de vrije sector schreef hij op zijn inmiddels bekend ironische toon blijspelen als Bitter Lemon. Diezelfde toon was ook terug te vinden in de romans die hij in die tijd publiceerde. Ook de televisie bleef trekken. Tussen 1967 en 1972 was hij eindredacteur van een nieuw satirisch VARA-programma: Hadimassa. In de jaren zeventig trok het acteren weer. Hij schreef samen met Robert Long Scherts, satire, songs & ander snoepgoed, een luchtige combinatie van liedjes en cabaretachtige sketches en trad ook in deze show op.
Eind jaren zeventig maakte hij een aantal films voor televisie en debuteerde in de jaren tachtig als regisseur van speelfilms. Films als De boezemvriend en Hoge hakken, echte liefde hadden nog een ironische en zelfs vaak kluchtige stijl, maar dat kon niet gezegd worden van De ijssalon uit 1985. Deze film over de joodse eigenaar van een ijssalon tijdens de Duitse bezetting was zijn meest persoonlijke film. Hij verwerkte er de ervaringen van zijn eigen vader in. Ook verschenen in die tijd in hoog tempo een aantal romans. Ook bij deze romans verschoof de toon van kluchtig (Hoge hakken, echte liefde) naar meer gevoelige thema’s (Een vrouw uit de provincie). Zijn laatste project was de musical Tsjechov waarvoor hij de teksten leverde en Robert Long de muziek. De première maakte hij niet meer mee. In 1988 overleed hij aan een hartaanval. Hij ligt begraven op de Haagse begraafplaats Sint Petrus Banden.

## Bibliografie

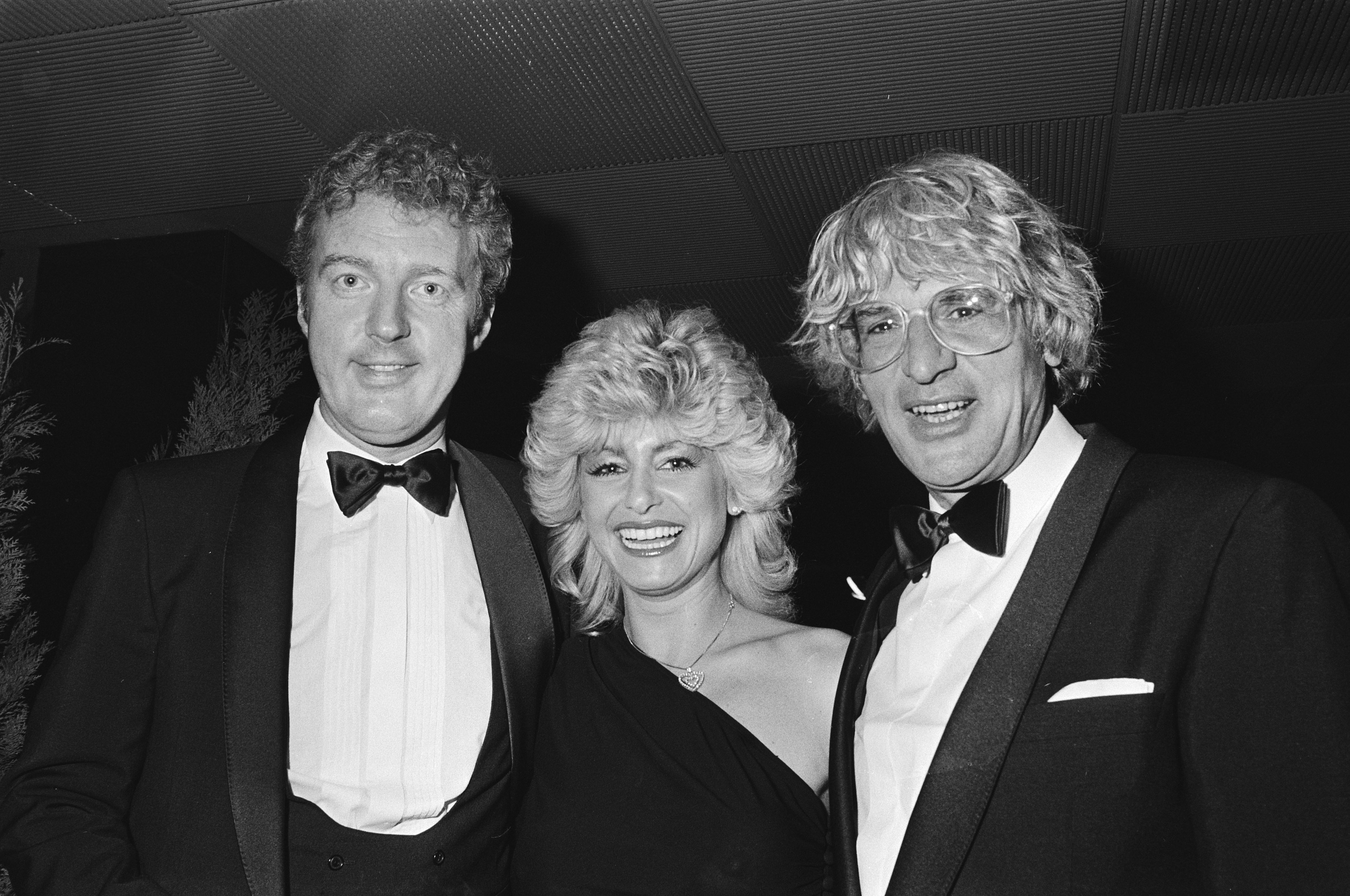
Dimitri Frenkel Frank met links André van Duin en Vanessa bij de première van de film De Boezemvriend (1982)